# Кабул (річка)
Кабул (урду دریای کابل; пушту کابل سیند, д.-інд. कुभं, дав.-гр. Κωφήν, дарі کابل) — річка у Афганістані та Пакистані, має 350 км завдовжки, починається на відрозі Гіндукушу на хребті Санглах (Sanglakh) і впадає в річку Інд біля міста Атток, Пакистан. Це головна річка східного Афганістану і відокремлена від сточища Гільменду перевалом Унай. Річка Кабул тече через міста Кабул і Джелалабад в Афганістані. Основні притоки — Логар, Панджшер, Кунар, Алінгар, Бара і Сват.
Більшу частину року річка маловодна, таскин відбувається влітку через танення снігів у Гіндукуші. Найбільшою притокою є Кунар, яка у верхів'ях має назву Мастуж, починається з льодовика Чинтар, в район Читрал, Пакистан. Кунар зливається з Кабулом біля Джелалабаду. Попри те що Кунар повноводніший за Кабул, річка має до гирла назву Кабул.
На річці побудовані ГЕС:
Афганістан
- Наглу,
- Суробі,
- Дарунта

Пакистан
- Варсак знаходиться у Пакистані, приблизно за 20 км на північний захід від міста Пешавар.

## Галерея

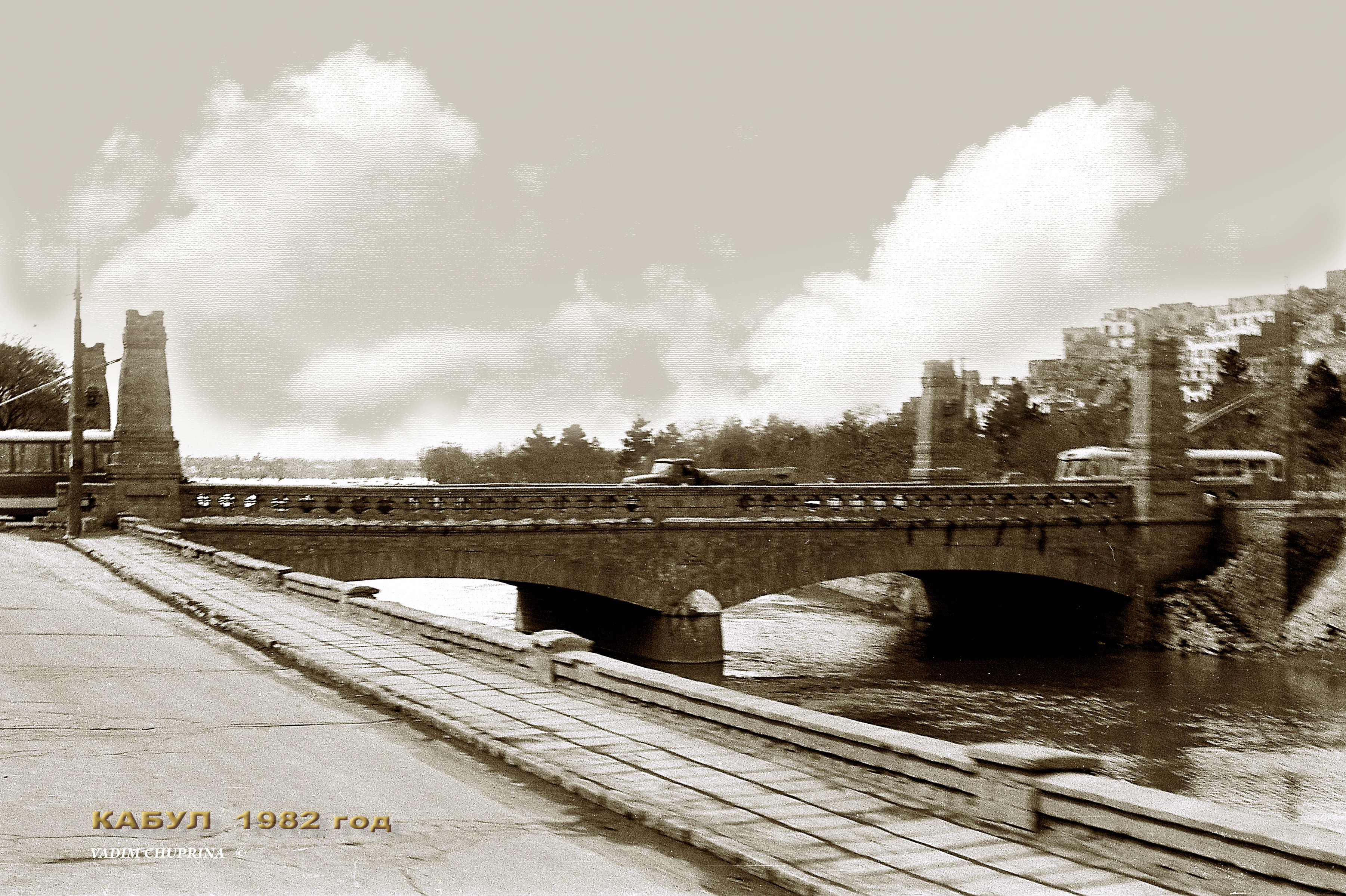
Річка Кабул, в місті Кабул, 1982
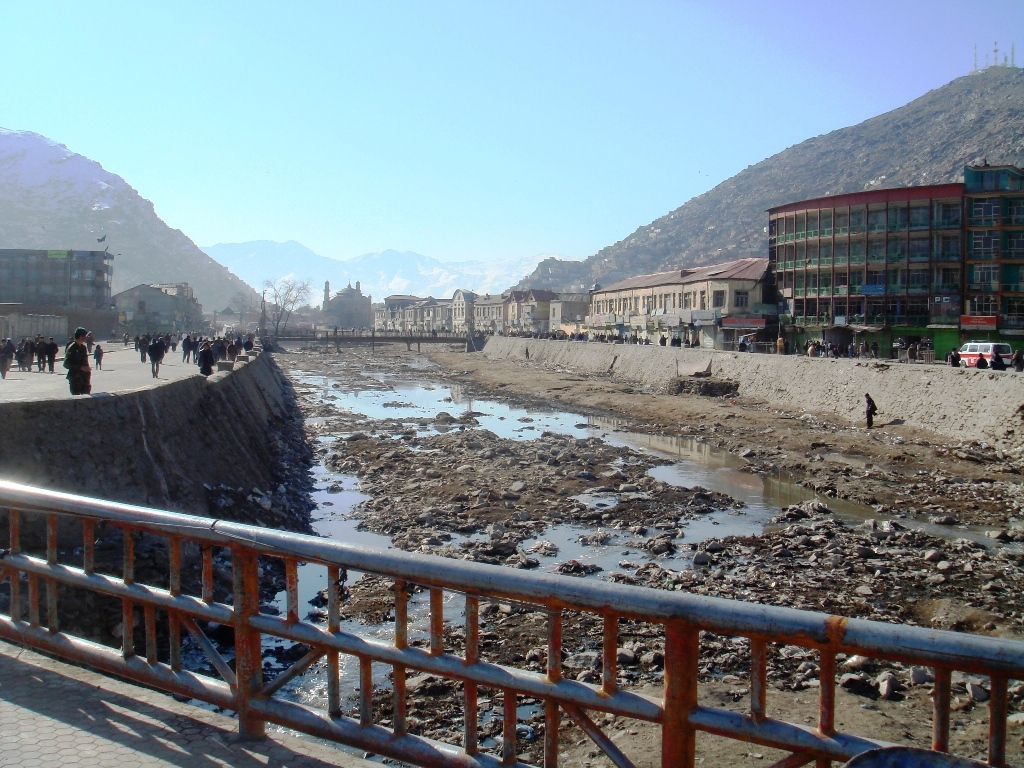
Річка Кабул, в місті Кабул, 2009
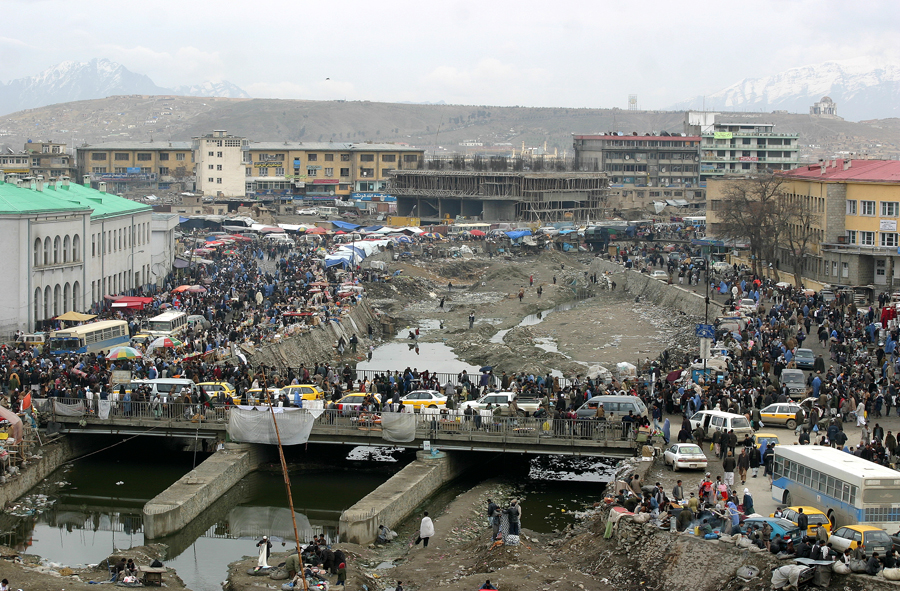
Річка Кабул, яка висохла. Місто Кабул
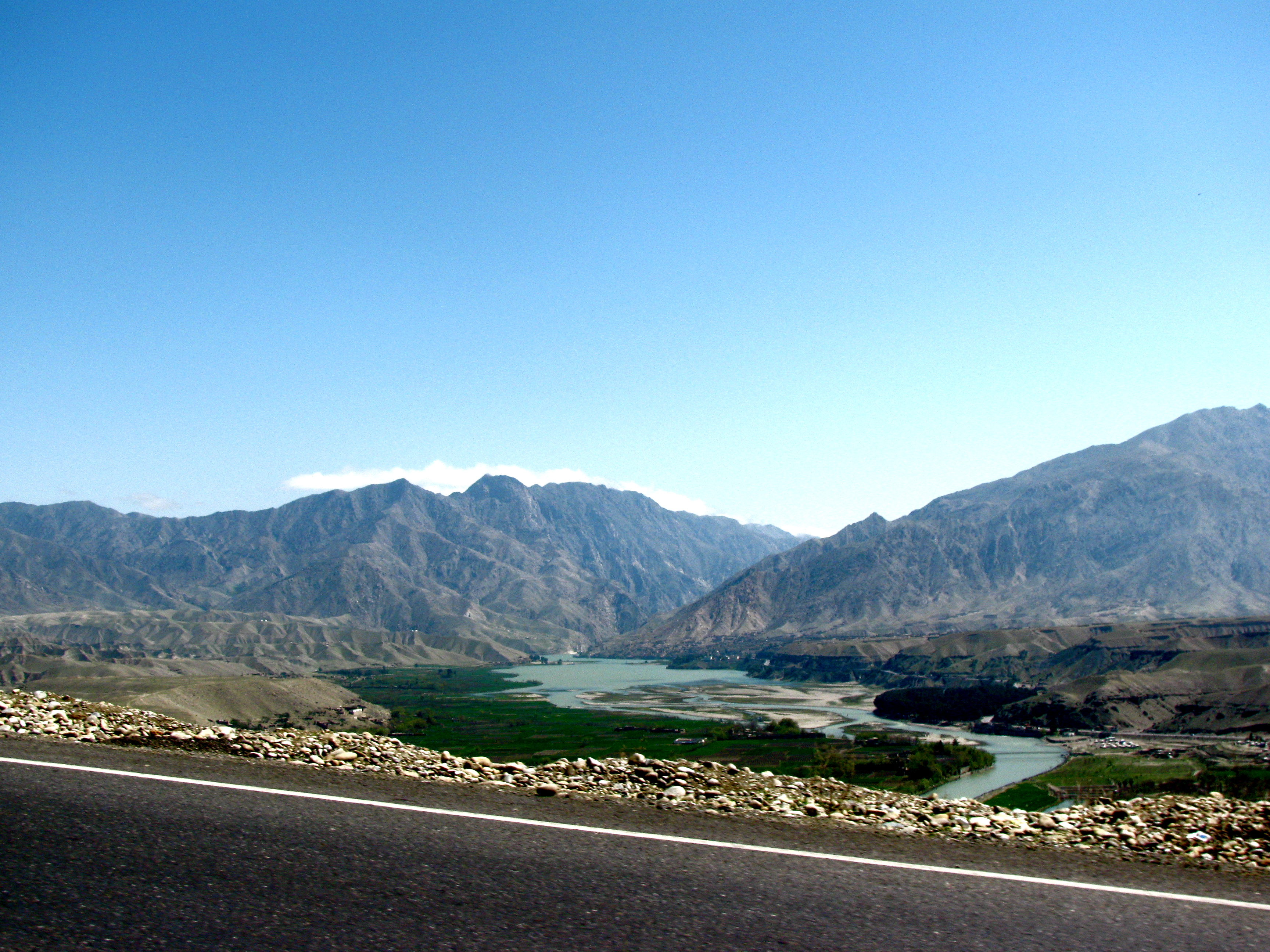
Долина річки Кабул
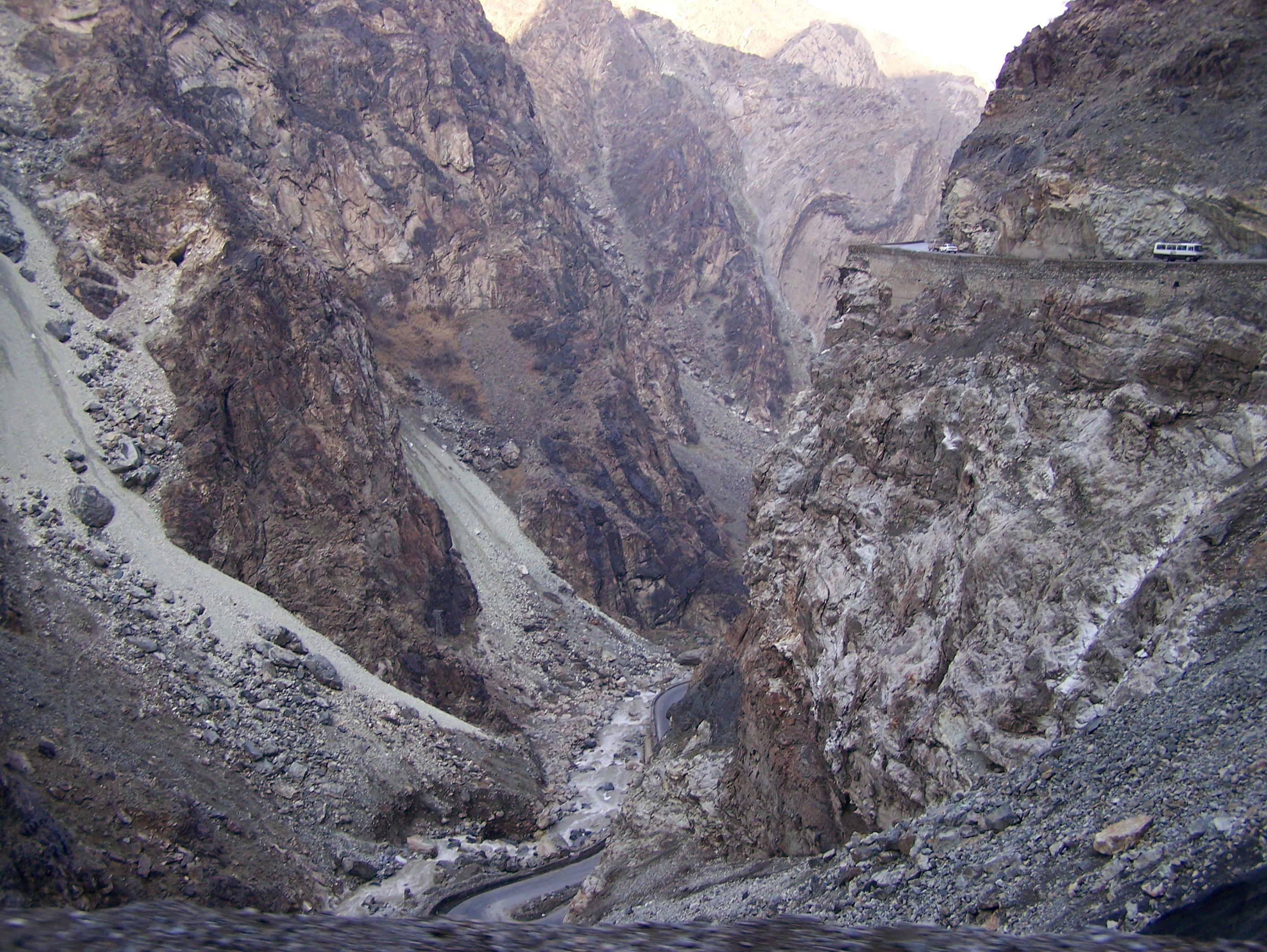
Gorge of the Kabul Ущелина річки Кабул, паралельна дорозі Кабул-Джелалабад
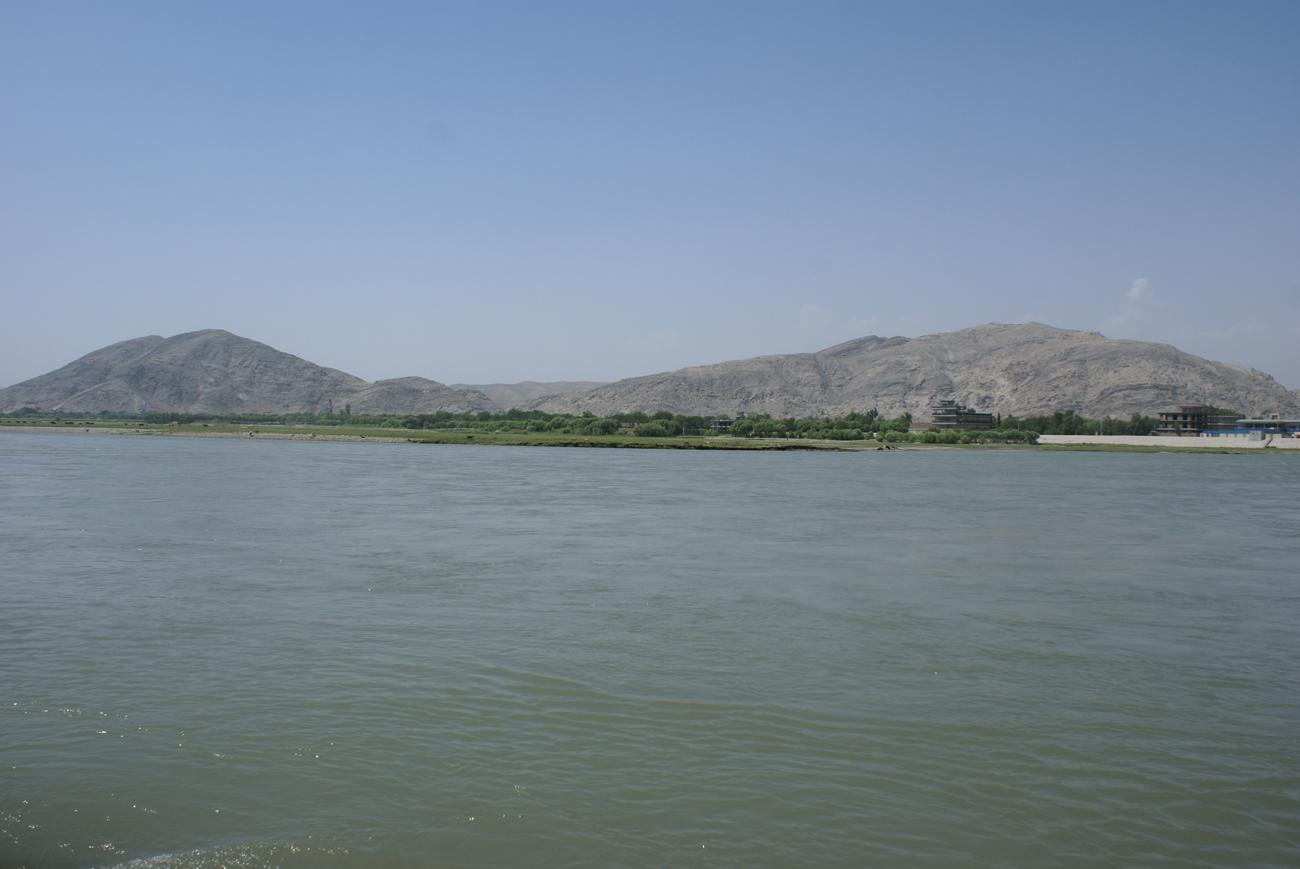
Річка Кабул у районі мосту Бехсуд, Джелалабад, 2009 рік
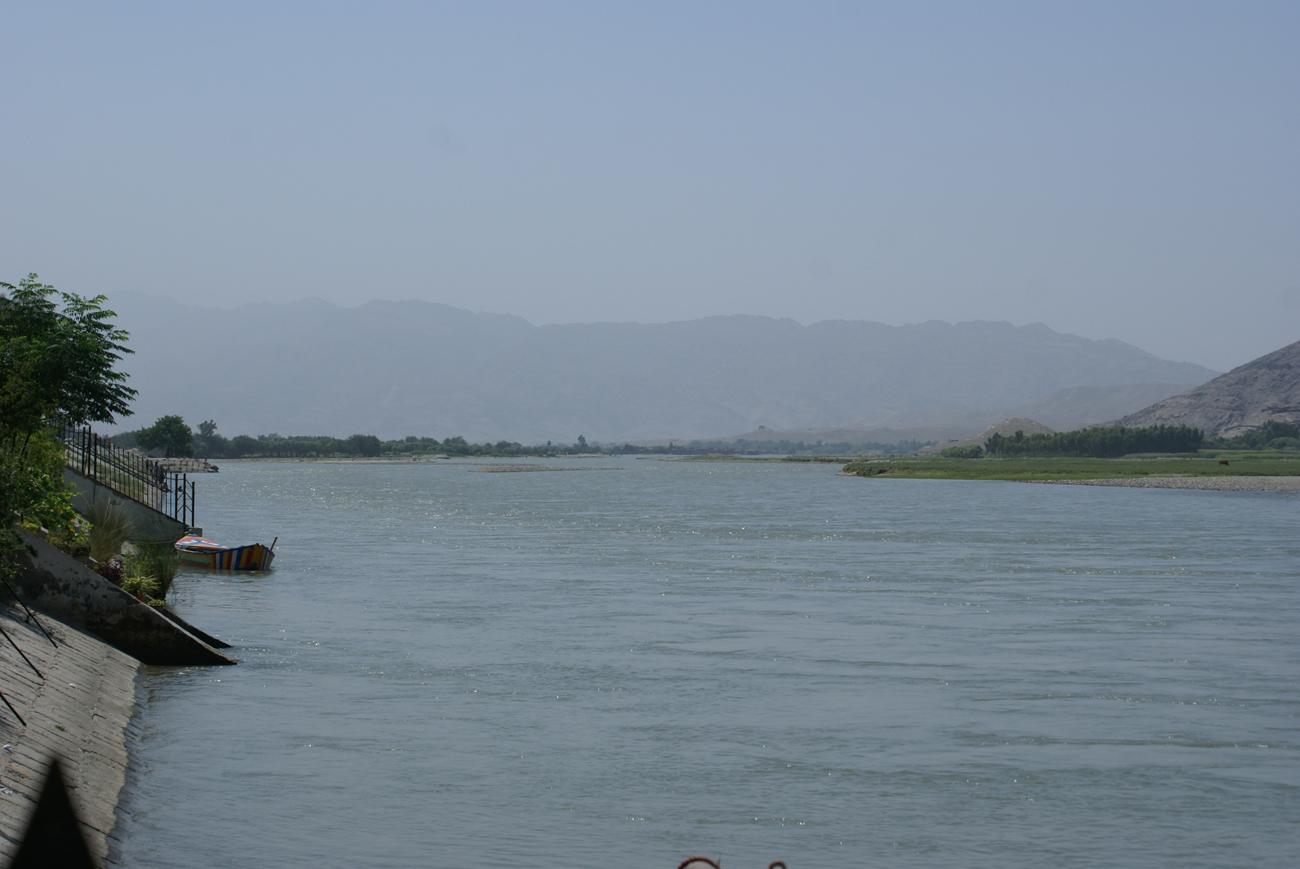
Річка Кабул у районі мосту Бехсуд, Джелалабад, 2009 рік
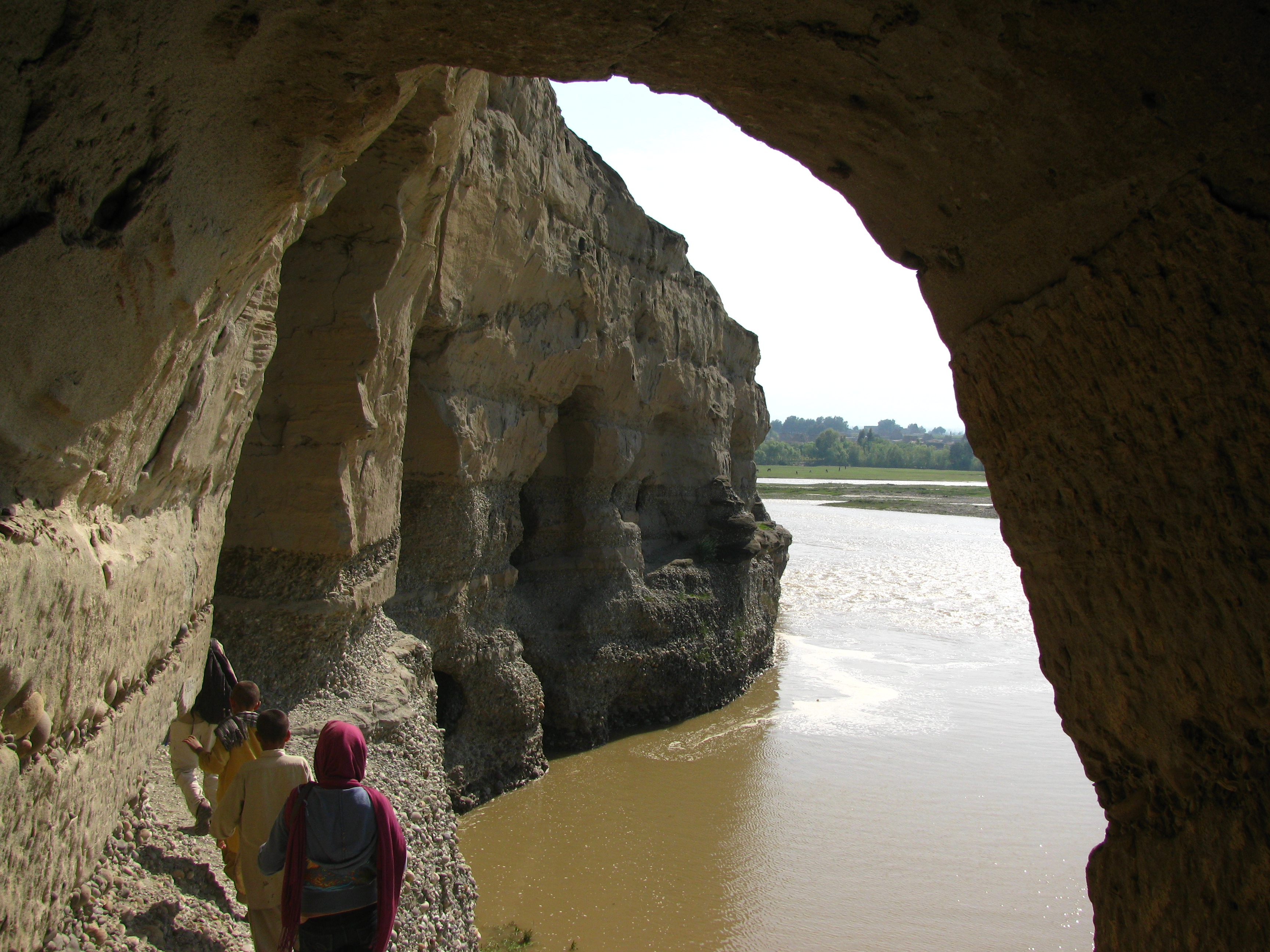
Буддійські печери висічені в скелях на річці Кабул

## Ресурси Інтернету
- Eastern Kabul River basin [Архівовано 25 грудня 2007 у Wayback Machine.]
- Енциклопедія Іраніка [Архівовано 7 травня 2021 у Wayback Machine.]